# Augustiner-Bräu

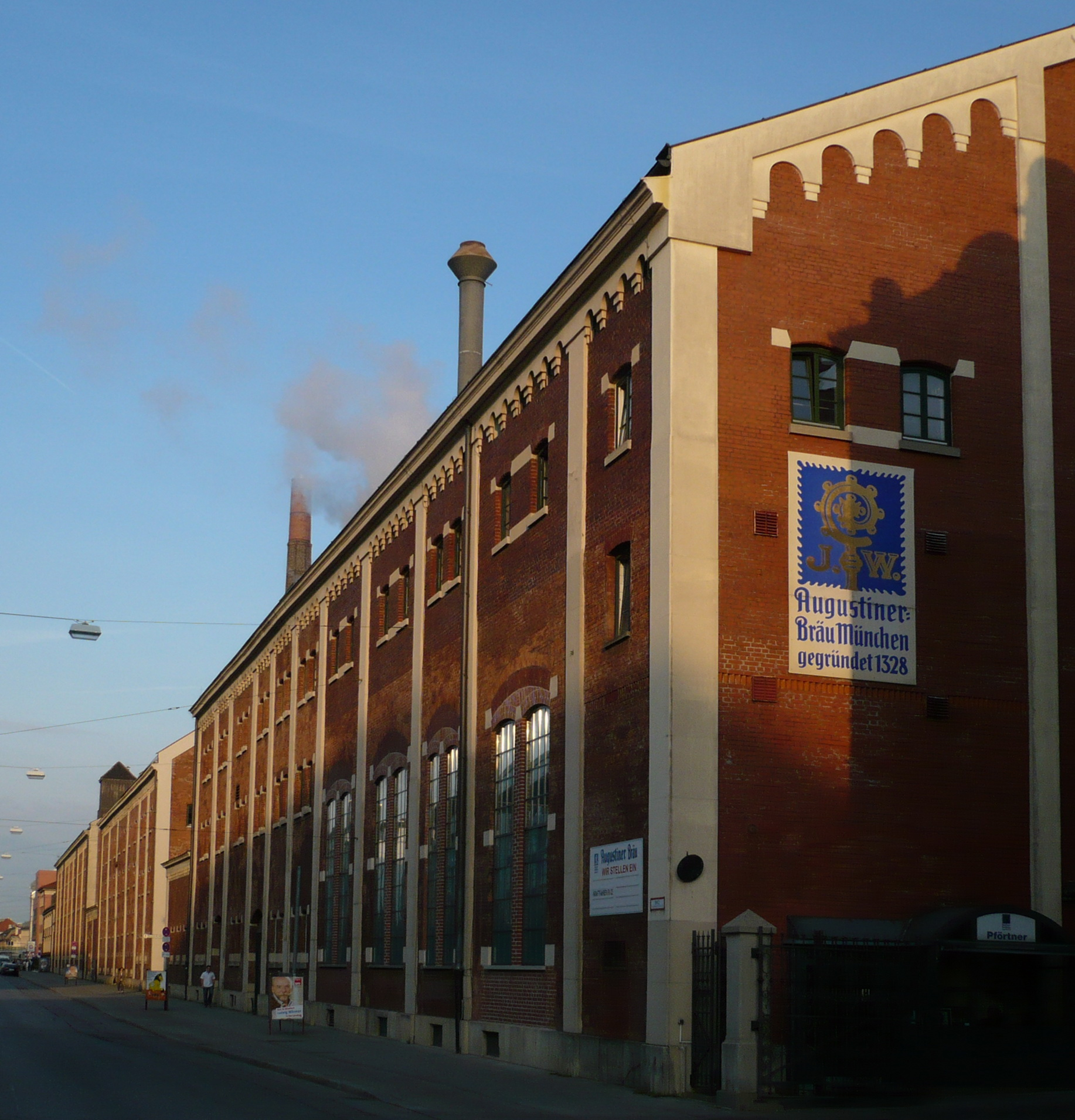
Augustinerbrauerei

A Augustiner-Bräu Wagner KG é uma cervejaria fundada em Munique em 1328, sendo a cervejaria independente mais antiga de Munique ainda em atividade. A empresa é propriedade da Edith Haberland Wagner Trust 51% e da família Inselkammer 49%. Augustiner-Bräu é a marca registrada de sua cerveja.

## História
A Cervejaria Augustiner foi mencionada pela primeira vez pelo nome em 1328, estabelecida dentro de um Mosteiro Augustianian que havia sido estabelecido fora das muralhas da cidade de Munique em uma área chamada Haberfeld (ou Haferfeld - "campo de aveia") em 1294. O complexo do Mosteiro foi o maior edifício sagrado em Munique até a conclusão da catedral Frauenkirche em 1494. Os monges agostinianos forneceram cerveja para a família real bávara Wittelsbach até 1589, época em que a cervejaria Hofbräu foi fundada.
Em 1759, os monges agostinianos de Munique estavam entre os primeiros membros da Academia de Ciências da Baviera. Enquanto isso, durante esta era, a produção anual de Augustiner atingiu 250.000 litros, três vezes a quantidade de uma cervejaria média da época.
Em 1803, como parte de um movimento de secularização, o mosteiro foi dissolvido e a cervejaria foi administrada pelo Estado antes de passar para a propriedade privada. Então, em 1817, como o edifício original havia caído em grande degradação, a cervejaria foi transferida para a Neuhauser Straße. 
Anton e Therese Wagner, uma família cervejeira das vizinhanças da vizinha Freising, adquiriram a empresa e a cervejaria continuou a ser propriedade privada desde então. Por volta de 1840, Anton Wagner adquiriu um depósito na Rosenheimer Straße para expandir a cervejaria e, após a morte de Anton em 1845, sua esposa Therese dirigiu o negócio. 
Augustiner entrou na era industrial em 1852 com a adoção de uma máquina a vapor para auxiliar na produção. Então, em 1857, uma outra instalação de armazenamento foi adquirida em Landsberger Straße e, eventualmente, toda a produção foi transferida para o novo local, enquanto um restaurante patrocinado por uma cervejaria continuava operando em Neuhauser Straße. 
Joseph Wagner ("JW" como marcado no rótulo atual), assumiu o papel de gerenciamento após a morte de sua mãe. A cervejaria expandiu-se ainda mais em 1862 com a adição de outra adega em Arnulfstraße 52, o local atual do famoso Augustiner Keller e Beer Garden.
Em 1880, Joseph Wagner foi reconhecido como membro fundador da aliança Bavarian Beer e, mais tarde, em 1887, a icônica marca registrada "TJ" de Augustiner com a equipe do bispo foi registrada.
Como resultado do bombardeio aéreo de Munique durante a Segunda Guerra Mundial, a Cervejaria Augustiner foi 60% destruída. Em 1971, a cervejaria foi totalmente reformada, passando a utilizar tanques de aço inoxidável.
Em 1996, Edith Haberland Wagner, a última da dinastia Wagner, legou sua participação na propriedade da cervejaria para a Fundação Edith Haberland Wagner, e a fundação continua a deter 51% das ações da cervejaria até hoje.
Em 2013, Augustiner abriu o Klosterwirt, retornando às suas origens no local do Monastério Agostiniano original, próximo à Frauenkirche de Munique.

## Augustiner na Oktoberfest
Não se sabe quando a cerveja Augustiner foi apresentada pela primeira vez na Oktoberfest, mas o primeiro registro de uma barraca de cerveja Augustiner aparece em uma foto de 1867. A primeira aparição de um “castelo” da cerveja Augustiner foi mais tarde em 1903 e, finalmente, em 1926, o Augustiner Festhalle foi erguido pela primeira vez. A tenda original apresentava uma torre, que mais tarde foi removida do projeto de construção durante os anos 1949-2010. A torre foi reintegrada em 2010 em comemoração ao 200º aniversário da Oktoberfest e continua a ser uma característica do Festhalle até hoje. Desde 1987, a Augustiner é a única cervejaria das 6 apresentadas na Oktoberfest, a se servir exclusivamente de seus barris de madeira.

## Distribuição e marketing
A cerveja Augustiner é normalmente encontrada na área da Grande Munique, mas nos últimos anos ela se tornou popular fora de Munique, por exemplo em Berlim, onde é uma das cervejas de maior sucesso em Mitte, embora a empresa não faça propaganda. Quando a maioria das cervejarias alemãs atualizou suas garrafascom um design fino e mais moderno para dar à cerveja uma aparência mais elegante e menos antiquada, a Augustiner manteve sua forma "clássica" original, muitas vezes apelidada de "Bauarbeiterhalbe" (meio litro do trabalhador da construção). Os rótulos também não mudaram em mais de 20 anos. O sucesso da marca foi atribuído à tradicional imagem "retro" que ela desfruta como uma das últimas grandes cervejarias de Munique, que não pertence a um conglomerado internacional de cerveja; A Augustiner-Bräu é 51% controlada por uma fundação de caridade.
A Augustiner-Bräu opera uma barraca de cerveja na Oktoberfest, além de ser dona de uma das maiores cervejarias ao ar livre de Munique, a Augustiner-Keller na Arnulfstraße 52, e vários bares tradicionais em toda a cidade.
É importado para os Estados Unidos pela Global Village Imports, LLC. do Rei da Prússia, PA. Como a distribuição é muito limitada, apenas Augustiner Edelstoff e Maximator estão disponíveis.

## Cervejas
- A cerveja mais popular da Augustiner é a Augustiner Helles (5,2%), uma lager pálida que recebe uma fermentação secundária prolongada.
- Edelstoff é uma lager ligeiramente mais brilhante, ligeiramente mais doce, mais brilhante e mais forte (5,6%). Na América, Edelstoff tem 5,7% de teor de álcool.
- Augustiner Dunkles, uma cerveja escura maltada.
- Augustiner Pils, fabricado de acordo com a receita original da Pilsner.
- Augustiner Weißbier.
- Oktoberfestbier (6,3%), um estilo de cerveja conhecido como Märzen em alemão, feito especialmente para a Oktoberfest. A cerveja Oktoberfest de Augustiner e a Edelstoff são as únicas cervejas do festival que ainda são servidas em tradicionais barris de madeira.
- Maximator, uma Doppelbock e, como a Oktoberfestbier, sazonal. Fabricado de forma a coincidir com a quaresma, esta é uma Starkbier (cerveja forte, 7,5%).
- Heller Bock Uma cerveja bem lagerada, pálida e sazonal (7,2%), disponível apenas em maio e junho em Munique.

Todas as marcas da Augustiner são fabricadas de acordo com o Reinheitsgebot. Isso significa que os ingredientes da cerveja são apenas quatro: água, grãos (cevada e/ou trigo), lúpulo e fermento.

## Galeria

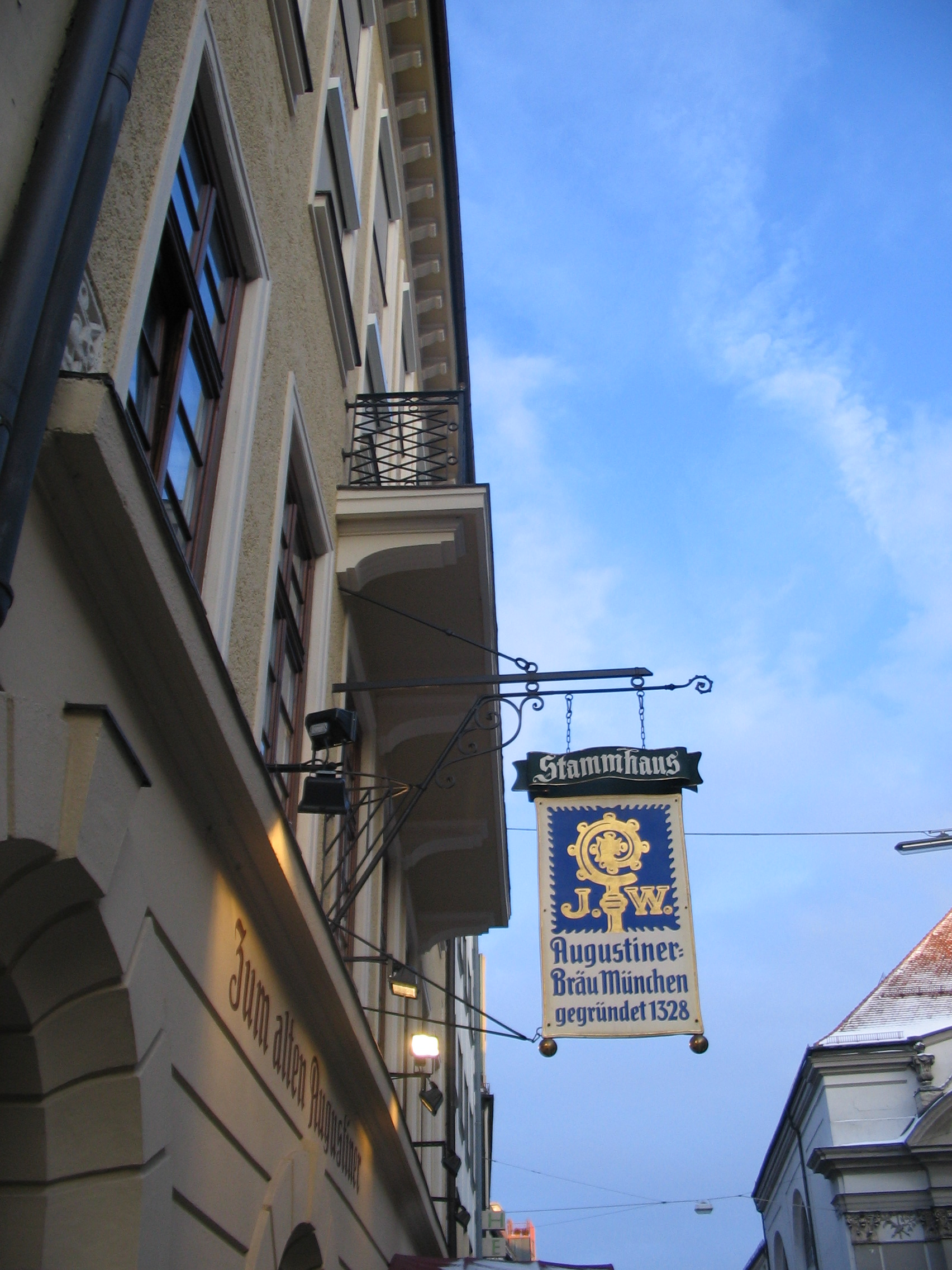
Logotipo na parte de trás da sede em Munique
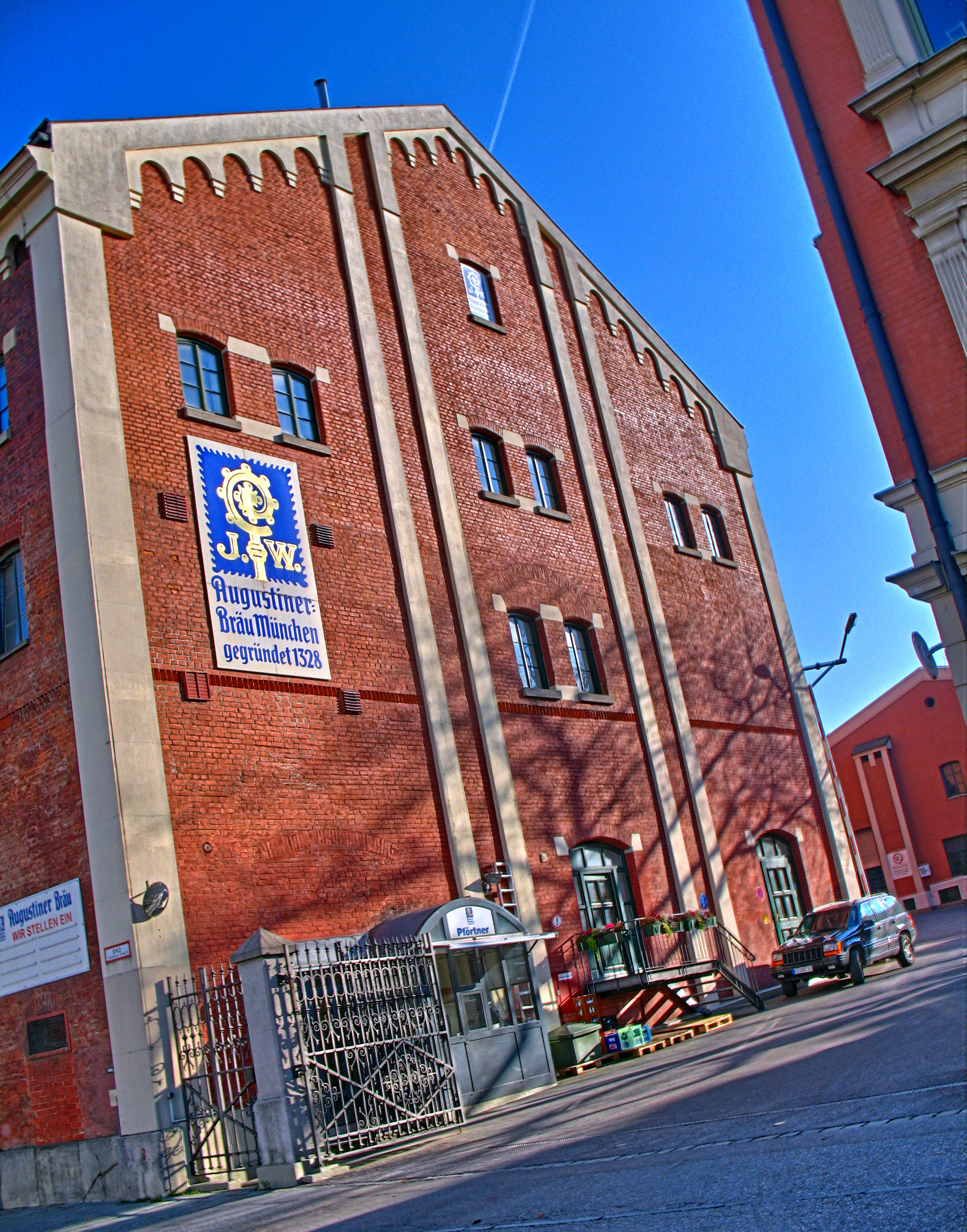
Entrada da fábrica na Landsberger Strasse
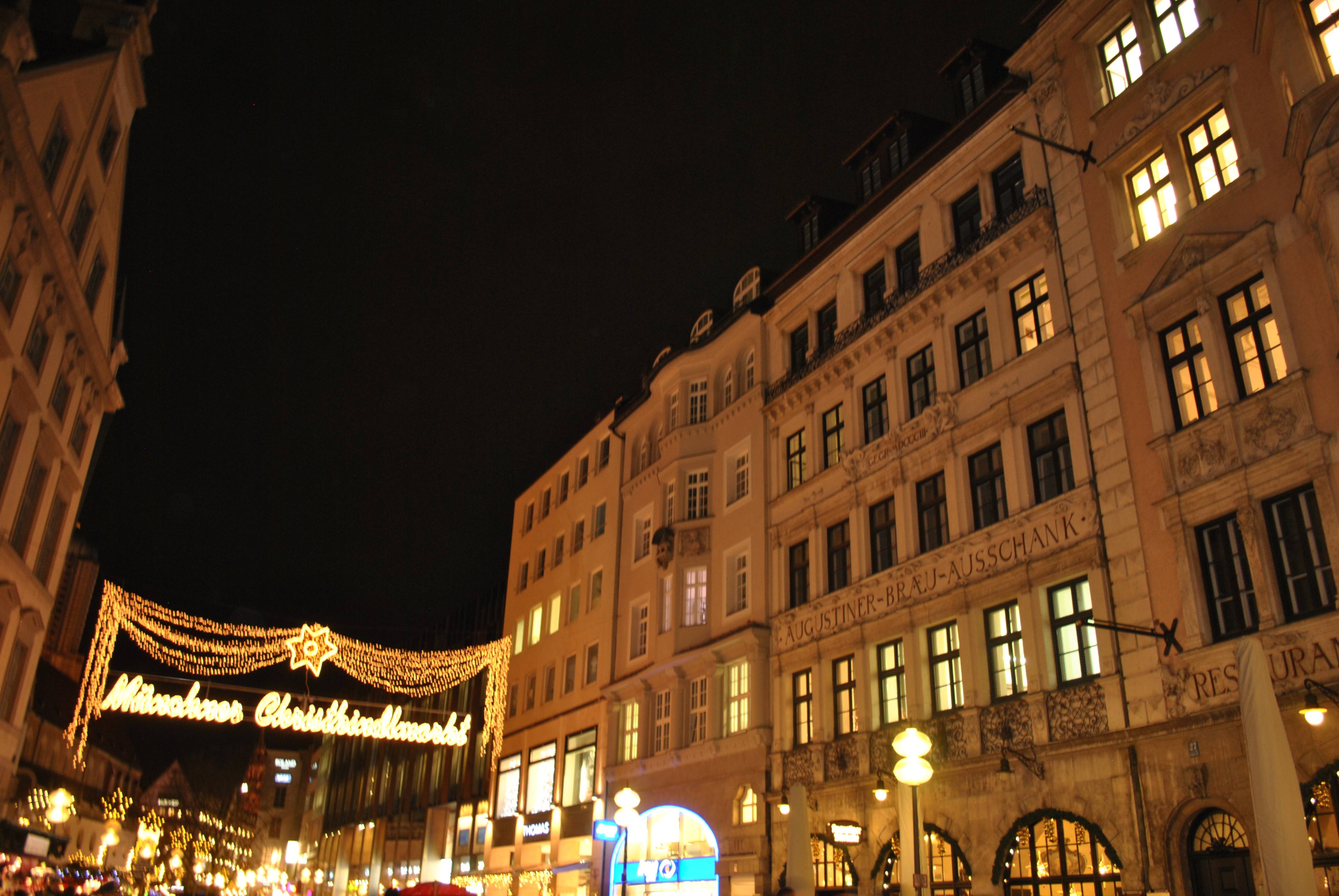
Augustiner-Bräu em Munique
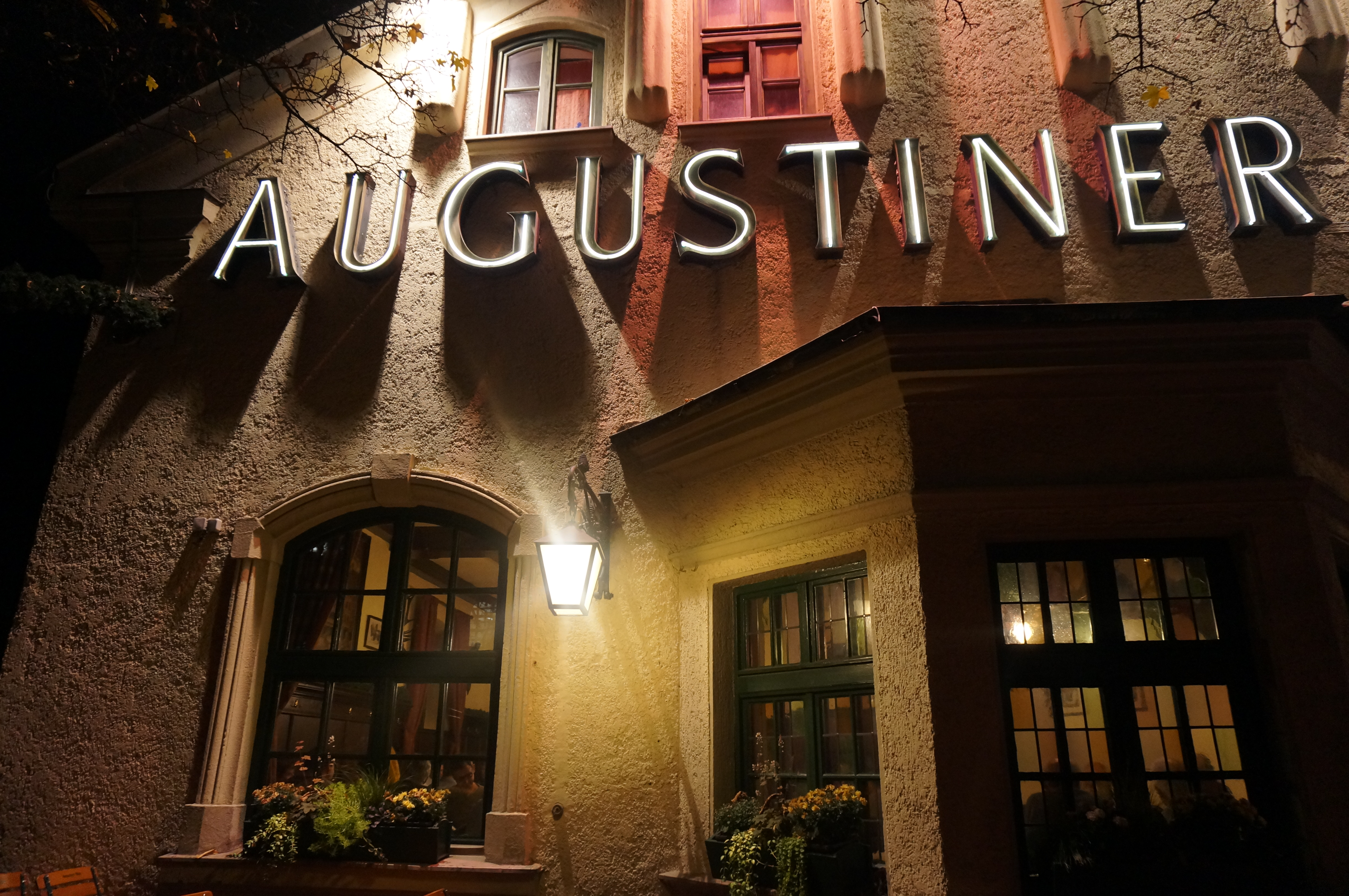
Augustiner-Bräu Keller em Munique
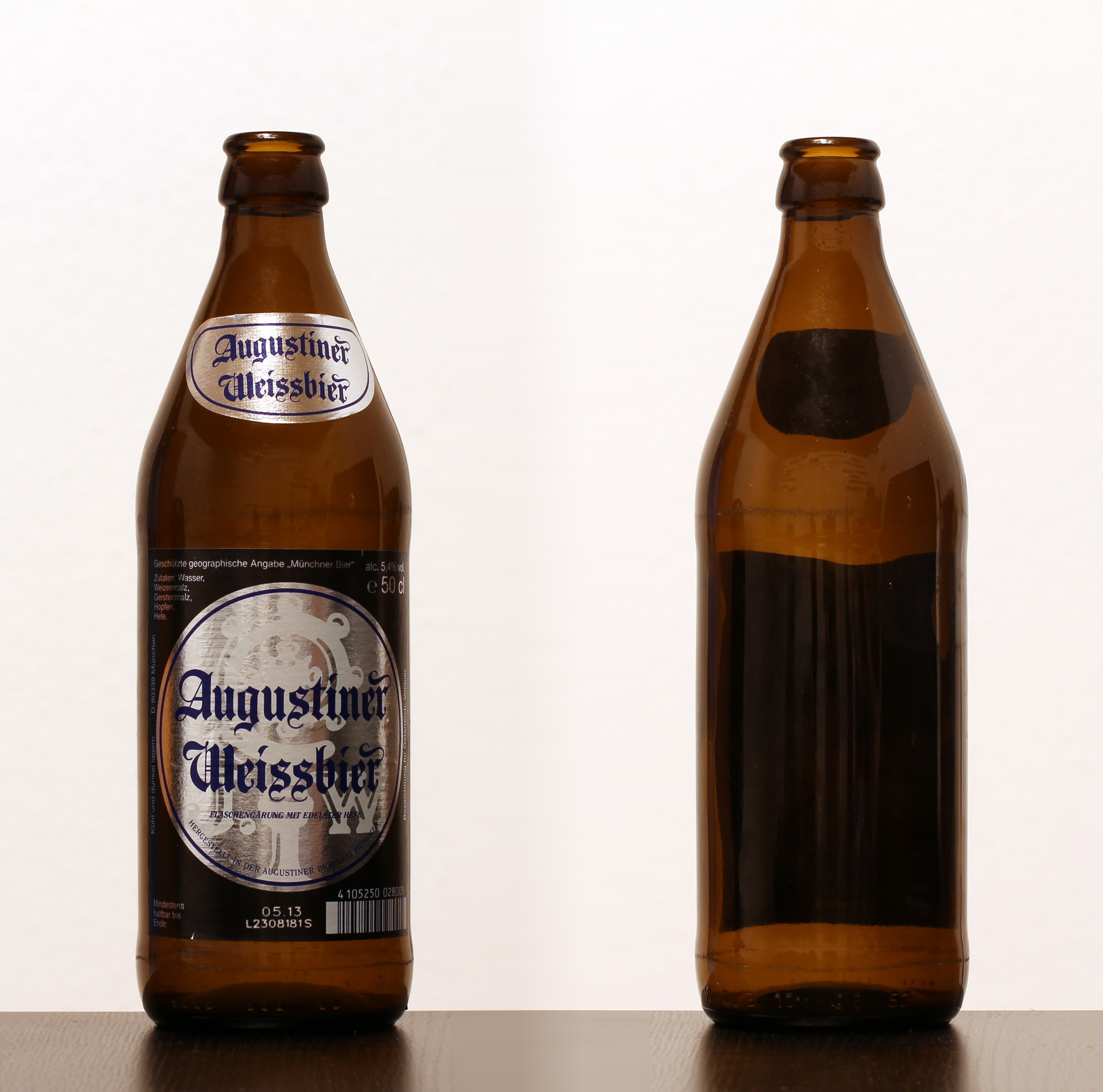
Garrafa de cerveja Augustiner Weissbier
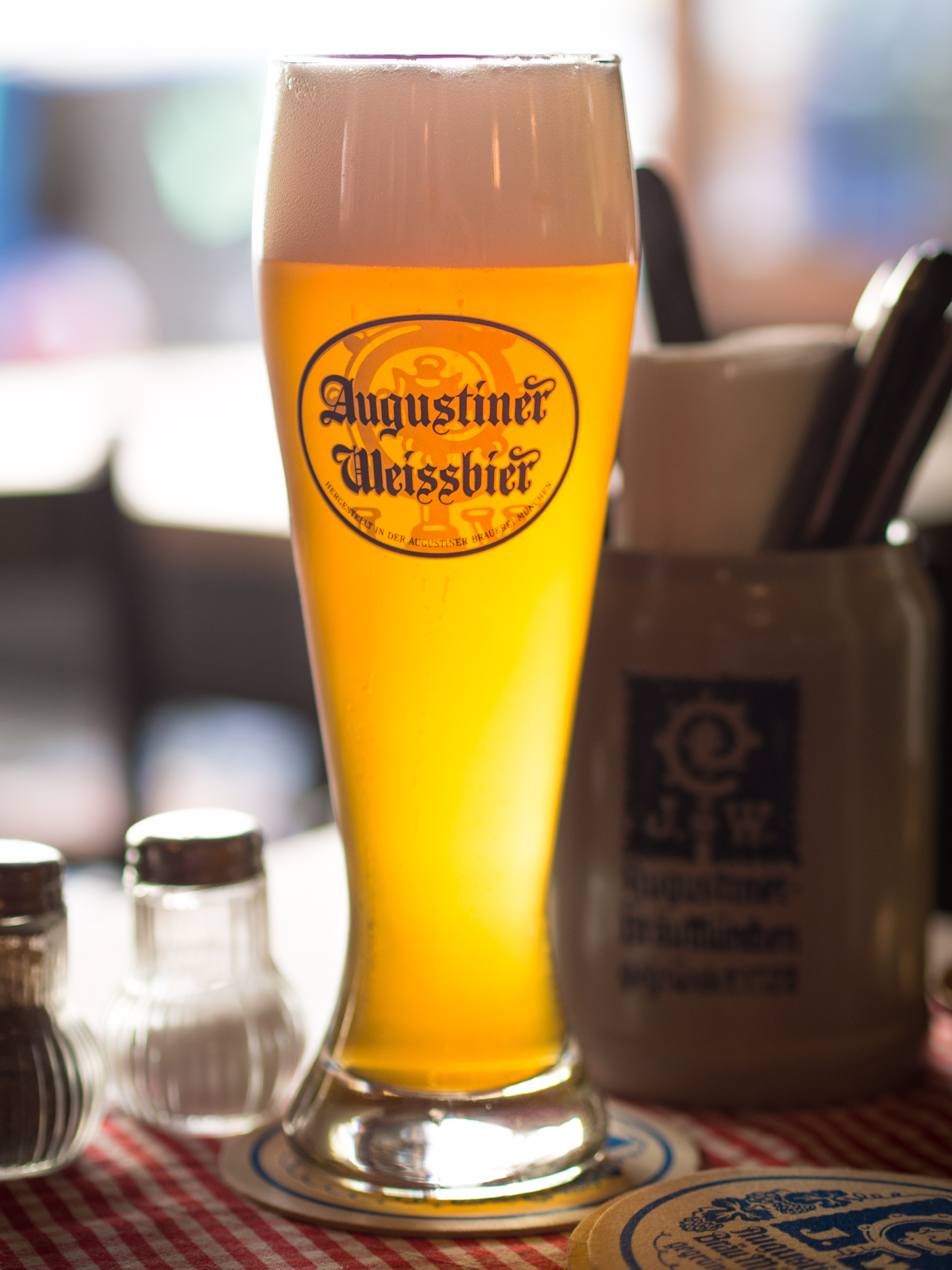
Copo de cerveja Augustiner Weissbier em um pub de Munique
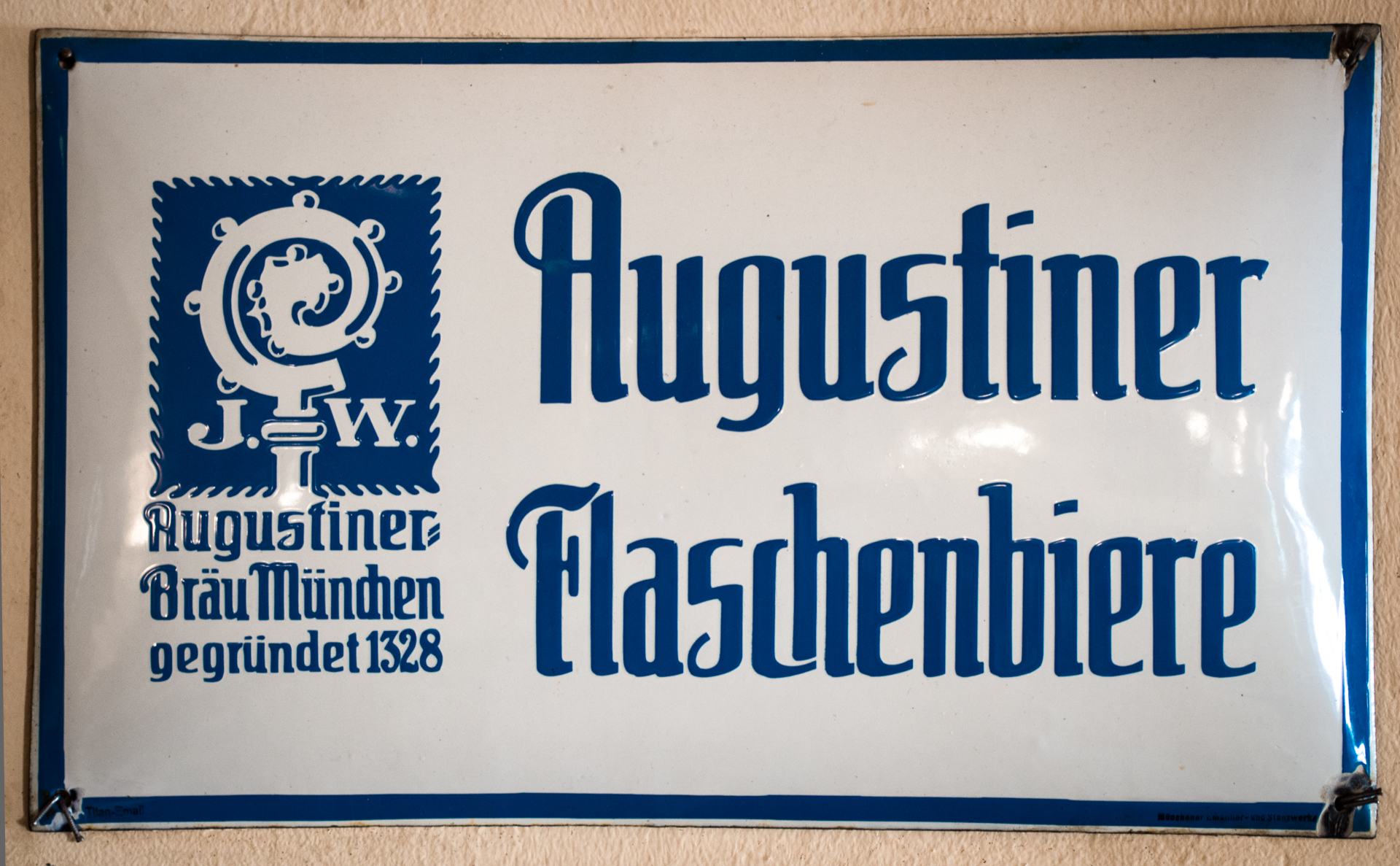
Placa de propaganda de cerveja esmaltada em um bar em Munique
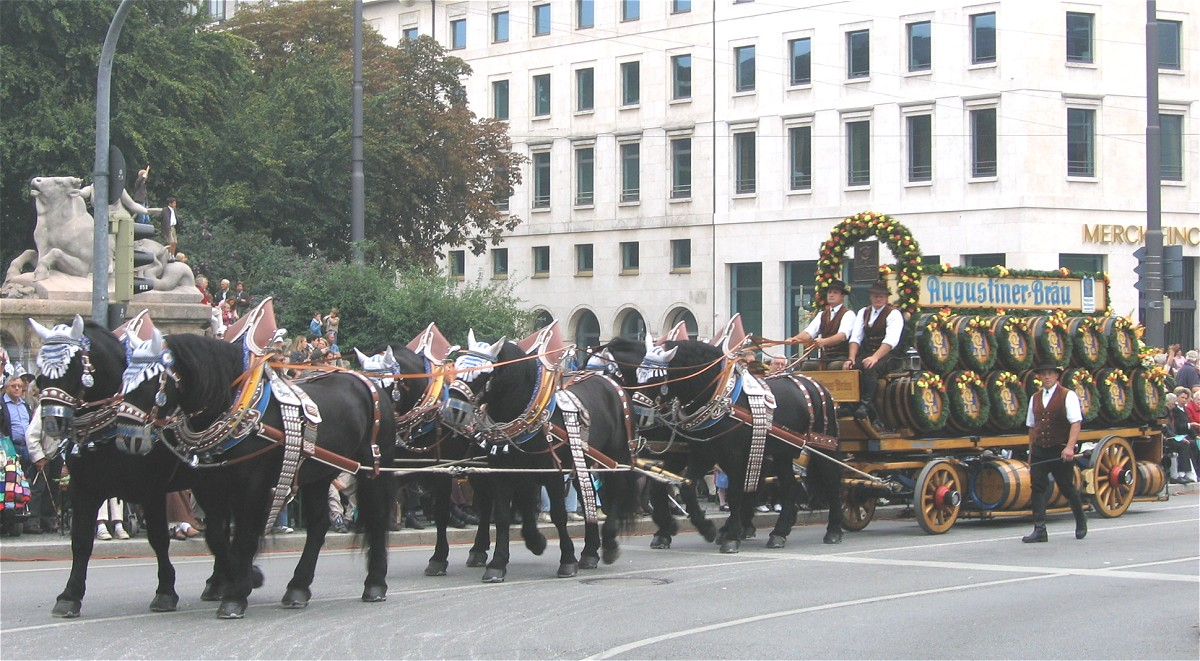
Carro da cervejaria no desfile de fantasias da Oktoberfest de 2006